# Сопіт (Колорадо)
Сопіт (англ. Sawpit) — місто (англ. town) в США, в окрузі Сан-Мігель штату Колорадо. Населення — 38 осіб (2020).

## Географія
Сопіт розташований за координатами 37°59′41″ пн. ш. 108°0′4″ зх. д. / 37.99472° пн. ш. 108.00111° зх. д. (37.994621, -108.001189).  За даними Бюро перепису населення США в 2010 році місто мало площу 0,08 км², уся площа — суходіл.

## Демографія
Згідно з переписом 2010 року, у місті мешкало 40 осіб у 18 домогосподарствах у складі 13 родин. Густота населення становила 502 особи/км².  Було 23 помешкання (289/км²).
Расовий склад населення:
| - 95,0 % — білих |

До двох чи більше рас належало 5,0 %. Частка іспаномовних становила 2,5 % від усіх жителів.
За віковим діапазоном населення розподілялося таким чином: 22,5 % — особи молодші 18 років, 77,5 % — особи у віці 18—64 років, 0,0 % — особи у віці 65 років та старші. Медіана віку мешканця становила 46,0 року. На 100 осіб жіночої статі у місті припадало 73,9 чоловіків;  на 100 жінок у віці від 18 років та старших — 82,4 чоловіків також старших 18 років.
Цивільне працевлаштоване населення становило 21 осіб. Основні галузі зайнятості: будівництво — 52,4 %, транспорт — 19,0 %, науковці, спеціалісти, менеджери — 14,3 %, освіта, охорона здоров'я та соціальна допомога — 14,3 %.